# ويس ميلر
ويس ميلر (28 يناير 1983 في الولايات المتحدة - ) (بالإنجليزية: Wes Miller)‏ هو مدرب كرة سلة ولاعب كرة سلة أمريكي في مركز هجوم خلفي. لعب مع نورث كارولينا تار هيلز ‏.

## وصلات خارجية
- ويس ميلر على موقع كلية كرة السلة في سبورتس رفرنس.كوم (الإنجليزية)
- ويس ميلر على موقع ريلجم (الإنجليزية)
- ويس ميلر على موقع بروبوليرز (الإنجليزية)
- ويس ميلر على موقع كلية كرة السلة في سبورتس رفرنس.كوم (الإنجليزية)